# Violó
Violó és una denominació de tipus força genèric que s'aplica a diversos instruments de corda fregada de grans dimensions. Segons l'època i el context, el nom es pot identificar amb la viola de gamba greu (com en el cas de Diego Ortiz), el violone, el contrabaix o el violoncel, del qual pot actuar també com a abreviació.
A diferència d'Ortiz, Covarrubias i Cerone apliquen aquest nom a instruments de corda fregada sense trasts, és a dir, de la família del violí, a voltes un instruments d'una mida i tessitura pròxima del contrabaix, però de forma calcada a la del violí, a voltes referint-se al violoncel. Juan Oliver y Astorga i altres es refereixen al violí amb el nom de «violó» però això s'ha de considerar un gal·licisme. Segons la classificació de Hornbostel-Sachs pertany al grup 321.322-71, dels (cordòfons compostos fregats amb un arquet). Finalment, el terme també designa un registre d'orgue.

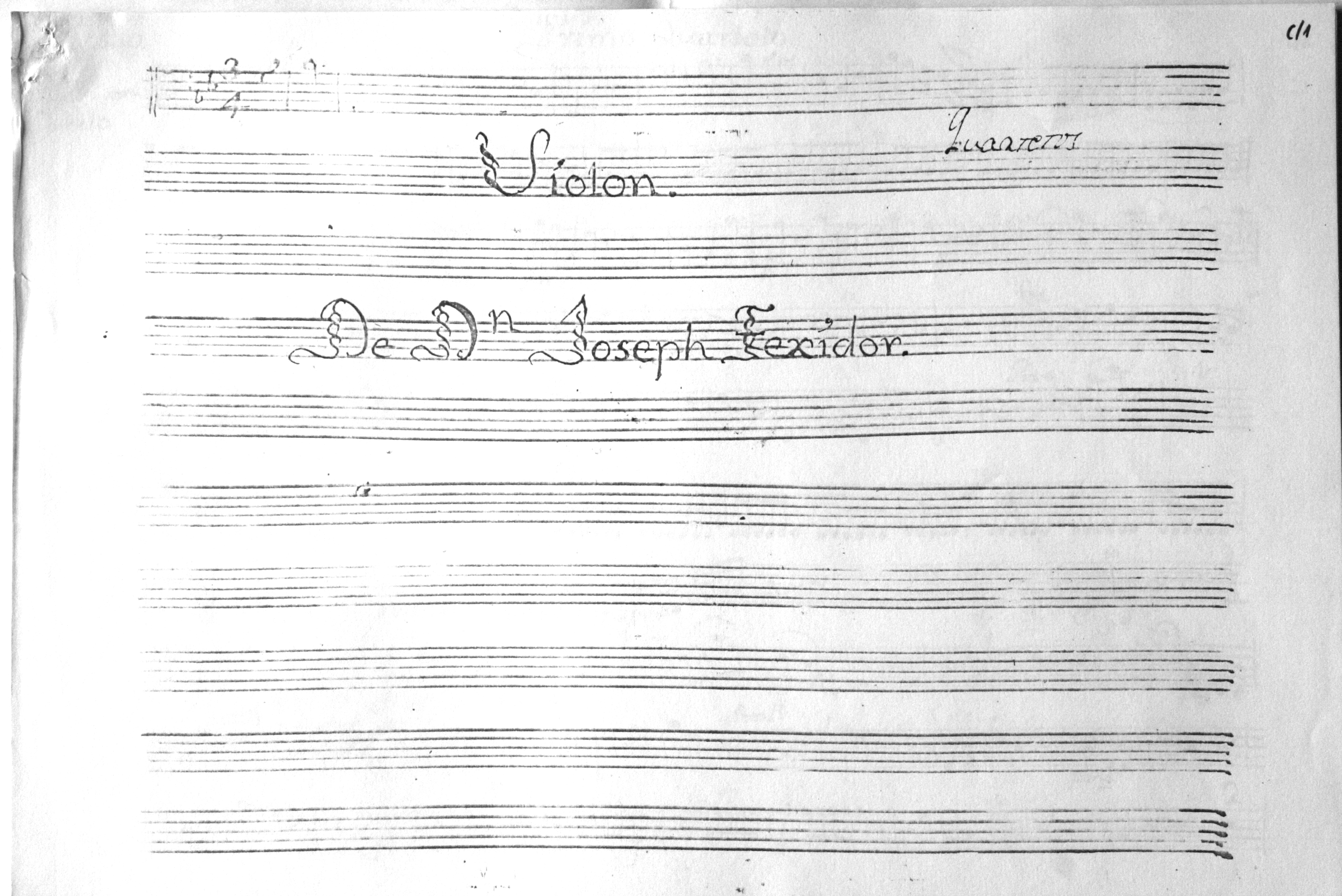
Portada de la particel·la de violoncel dels quartets de corda de Josep Teixidor on apareix el mot violon com a sinònim de violoncel
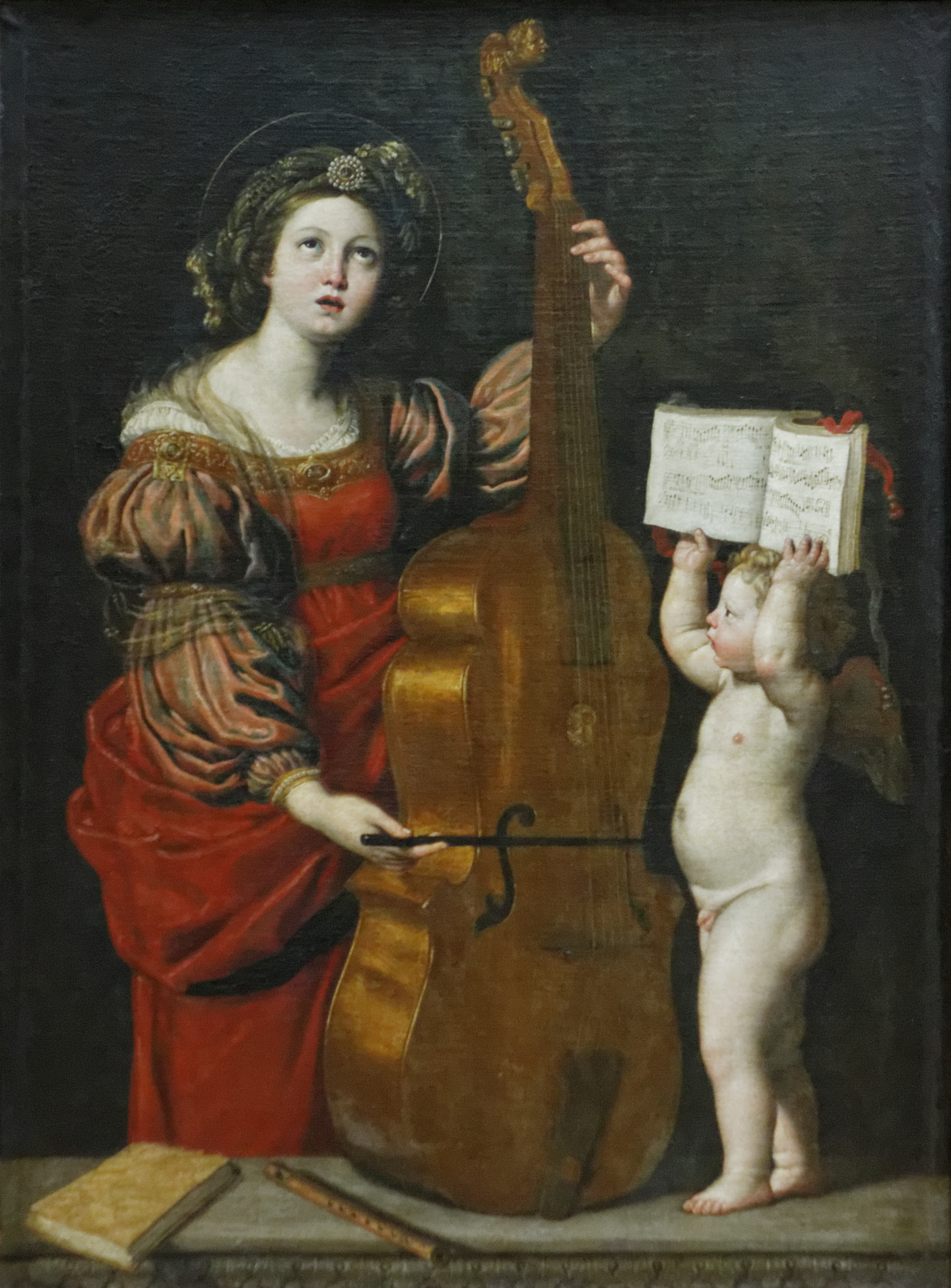
Un violone de la família de la viola de gamba, en un quadre de Domenichino